# Новомихайловка (Лукояновский район)
Новомиха́йловка — село в Лукояновском районе Нижегородской области. Входит в состав рабочего посёлка имени Степана Разина.
В селе расположено отделение Почты России (индекс 607831).

## Физико-географическая характеристика
Село располагается на правом берегу реки Алатыря.

Располагается в 24 км от Лукоянова и 170 км от Нижнего Новгорда.
Часовой пояс
Село Новомихайловка находится в часовой зоне МСК (московское время). Смещение применяемого времени относительно UTC составляет +3:00.

## Население
| 2002 | 2010 |
| ---- | ---- |
| 165  | ↘100 |

Национальный состав
Согласно результатам переписи 2002 года, в национальной структуре населения русские составляли 99% из 165 человек.